# Bogdan Müller
Bogdan Müller (* 12. Juni 1988 in Qaraghandy) ist ein ehemaliger deutscher Fußballspieler.

## Karriere
Der Stürmer begann seine Karriere 1994 in der Jugend des TSV Buchen. Nach einem Jahr bei den B-Junioren des TSV Tauberbischofsheim kehrte Müller 2005 zu seinem Heimatverein zurück und schaffte bereits als 18-Jähriger den Sprung in die erste Mannschaft. Auch dank seiner Tore feierte der Verein in der Folge die Meisterschaften in der Kreis- und Landesliga, und so spielte Bogdan Müller mit dem TSV Buchen in der Saison 2008/09 seine erste Saison in der Verbandsliga. Nach einer sehr erfolgreichen Hinrunde wechselte er bereits in der Winterpause zum DFB-Pokal-Teilnehmer SpVgg Neckarelz, für den er 2010 in der ersten Runde des DFB-Pokals gegen den FC Bayern München spielte, wobei Neckarelz 1:3 unterlag. Nachdem Bogdan Müller in der neuen Verbandsligasaison 2010/11 in den ersten acht Spielen für Neckarelz insgesamt 13 Tore erzielt hatte, waren diverse Erst- und Zweitligisten an seiner Verpflichtung interessiert, u. a. der Karlsruher SC, der 1. FC Köln und Borussia Dortmund.
Im Dezember 2009 nahm er an einem Probetraining des FC Schalke 04 teil, der ihn dann nach erfolgreicher medizinischer Untersuchung am 5. Dezember 2009 bis zum 30. Juni 2013 verpflichtete. Im Mai 2011 unterschrieb er einen Zweijahresvertrag beim Karlsruher SC. Sein Profidebüt gab er am 10. September 2011 im Spiel gegen Fortuna Düsseldorf, wo er auch gleich ein Tor erzielte.
Nach einer schweren Verletzung kehrte er im Februar 2013 zur SpVgg Neckarelz zurück. Dort unterschrieb er einen bis zum 30. Juni 2014 dotierten Vertrag, der später um ein weiteres Jahr verlängert wurde. Mit der Spielvereinigung stieg er 2013 als Meister der Oberliga Baden-Württemberg in die viertklassige Regionalliga Südwest auf. Müller blieb dem Verein bis in die Winterpause 2015/16 erhalten. Da die Neckarelzer mittlerweile in wirtschaftliche Schwierigkeiten geraten waren, schloss sich Müller der zu dieser Zeit in der Verbandsliga Württemberg spielenden Neckarsulmer Sport-Union an. Mit der Mannschaft konnte er zu Saisonende die Meisterschaft und damit den Aufstieg in die Oberliga Baden-Württemberg feiern. Nach der Saison 2016/17 beendete er seine aktive Karriere. Mittlerweile lebt Müller mit seiner Familie in Dubai und arbeitet in der Immobilienbranche.